# Karalat
Karalat (en rus: Каралат) és un poble de l'óblast d'Astracan, a Rússia, segons el cens del 2010 tenia 1.156 habitants.